# لی جیانمینگ
لی جیانمینگ (انگلیسی: Li Jianming؛ زادهٔ ۵ سپتامبر ۱۹۵۷) بازیکن واترپلو اهل چین بود.
وی در مسابقات کشوری و بین‌المللی در مجموع برندهٔ ۱ مدال طلا شده‌است.